# Tramway de Lille
Pour les articles homonymes, voir Tramway de Lille Roubaix Tourcoing.
Le tramway de Lille est un ancien réseau de tramway en service  entre 1874 et 1966 dans la ville de Lille et sa banlieue, dans le département français du Nord en région Hauts-de-France.

## Histoire

### Création

Tramways hippomobiles devant la gare de Lille.

Différents projets de lignes et réseaux sont élaborés dans la seconde moitié du XIXe siècle mais aucun de ces projets n'aboutit, il faut attendre 1873 pour qu'un décret autorise l'établissement d'un réseau de 12 lignes de tramway hippomobile selon un projet porté par l'ingénieur Léon Marsillon. La ville de Lille concède la construction et gestion du réseau à Simon Philippart, financier belge, avec l'obligation de construire une treizième ligne vers le pont du Lion d'Or. Celui-ci nomme M. Marsillon directeur du réseau et fonde la compagnie des Tramways du Nord (TN) au tout début de l'année 1874. La construction des lignes débute et les deux premières lignes sont mises en service le 7 juin 1874 :
- Ligne A de la gare à la porte de Béthune par la rue Nationale.
- Ligne B de la gare à la porte de Béthune par la rue Notre-Dame[note 1].

Les autres lignes sont par la suite progressivement mises en service :
- 1875 : ligne C de la gare à la porte d'Arras.
- 1875 : ligne D de la gare à la porte des Postes.
- 1876 : ligne E de la gare à la porte de Douai par le Vieux-Lille.
- 1876 : ligne F de la Grand-Place par la rue du Faubourg-de-Roubaix au pont du Lion d'Or.
- 1876 : ligne G de la gare au dépôt de la compagnie à Fives.

Dans le même temps, la compagnie des Tramways du Nord connaît des difficultés financières et cède sa place à la fin de l'année 1875 à une nouvelle compagnie, la compagnie des Tramways du département du Nord (TDN).

### Les lignes suburbaines

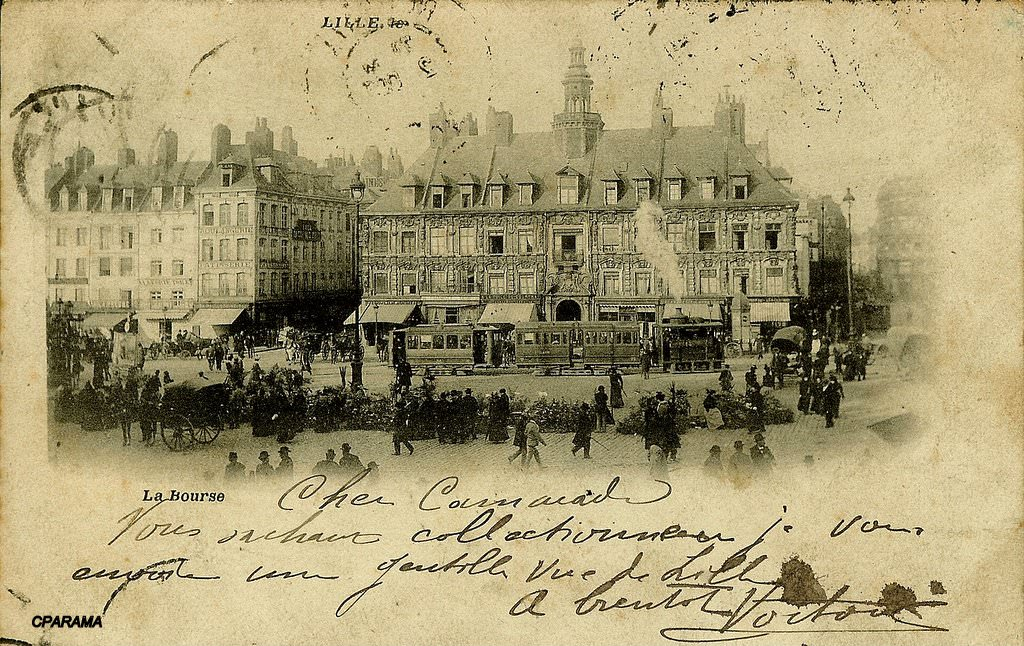
date inconnue Locomotive sans foyer Francq et remorques (Morel-Thibaut et Nivelles) sur la ligne F au terminus de la Grand-Place de Lille.

En 1877, la nouvelle compagnie des Tramways du département du Nord reçoit l'autorisation de construire cinq lignes suburbaines vers Haubourdin, Hellemmes, Lomme, Roubaix et Tourcoing qu'elle met en service à partir de 1879 :
- ligne H de la gare à l'hospice d'Haubourdin par l'itinéraire de la ligne urbaine A et les grands rues de Loos et Haubourdin;
- ligne I de  la gare à Canteleu Rue Bernard par la porte de Dunkerque;
- ligne J de  la gare au pont de Marcq à Marcq-en-Barœul par la porte de Gand.

La compagnie obtient en parallèle la même année l'autorisation de fusionner ce nouveau réseau avec le réseau urbain déjà existant et en 1880, elle met en service les lignes suburbaines d'Hellemmes et Roubaix comme des prolongements des lignes urbaines existantes :
- ligne F prolongée du Pont du Lion d'Or vers la Grand Place de Roubaix, en traction vapeur;
- ligne G prolongée du dépôt de Fives vers la mairie d'Hellemmes.

Pour accompagner le développement de son réseau et face au coût élevé de la traction hippomobile, les TDN effectuent à partir de 1876 des essais avec des matériels à traction vapeur et après de nouveaux essais en 1879 et 1880, la compagnie prolonge la ligne F vers Roubaix au moyen de locomotives à vapeur Hughes puis Carel. Celles-ci sont cependant rapidement remplacées par des locomotives sans foyer du système Francq sur cette ligne puis sur la ligne J en 1888, la traction hippomobile demeurant sur le réseau urbain. Les locomotives Francq vont rester en service jusqu'à l'électrification des lignes de la TDN au début du XXe siècle.

### Intégration au groupe Empain
Au cours des années 1893-1895, Édouard Empain reprend 90% des actions de la compagnie, celle-ci intègre dès lors le groupe Empain qui possède déjà de nombreuses compagnies de transports en commun.

### La Compagnie des Tramways électriques de Lille et sa banlieue
Le 20 mai 1901, la compagnie change sa raison sociale et prend le nom de Compagnie des tramways électriques de Lille et sa banlieue (TELB), elle gardera ce nom jusqu'à l'expiration de la concession le 31 décembre 1955.

### Évolutions ultérieures
La Compagnie électrifie le réseau de 1902 à 1904. L'alimentation électrique de certaines sections du centre-ville est assurée à l'origine par un caniveau souterrain qui sera ensuite remplacé par un fil aérien.
À son apogée vers 1930, le réseau comprend 21 lignes.

Le matériel du début du siècle est remplacé au cours des années 1930 par des motrices, séries 700 et 800, à 2 ou 3 essieux (celles-ci avec un essieu central directeur) plus performantes. Ces voitures circulent isolément sans remorque.

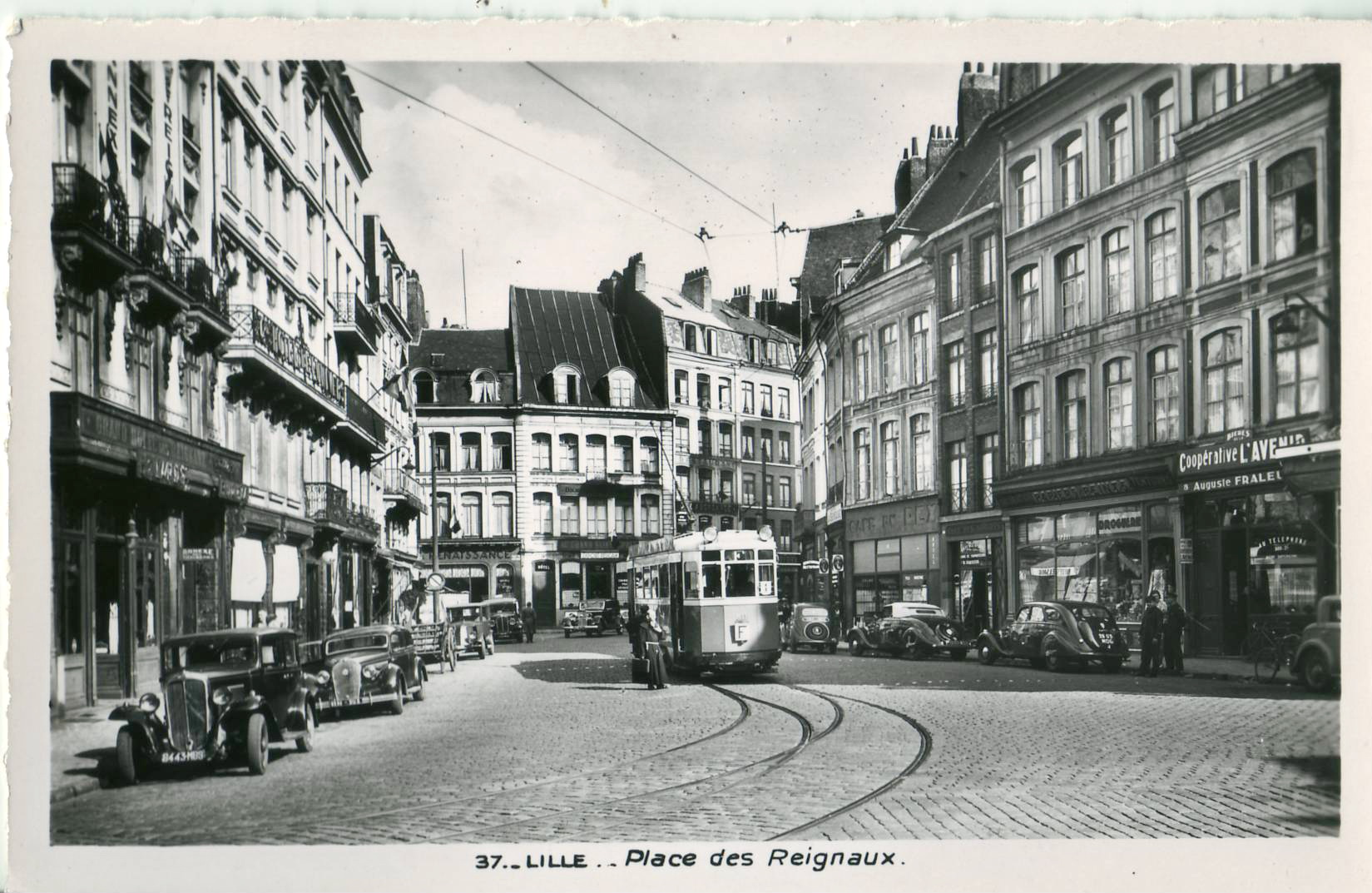
Un tram place des Reignaux.
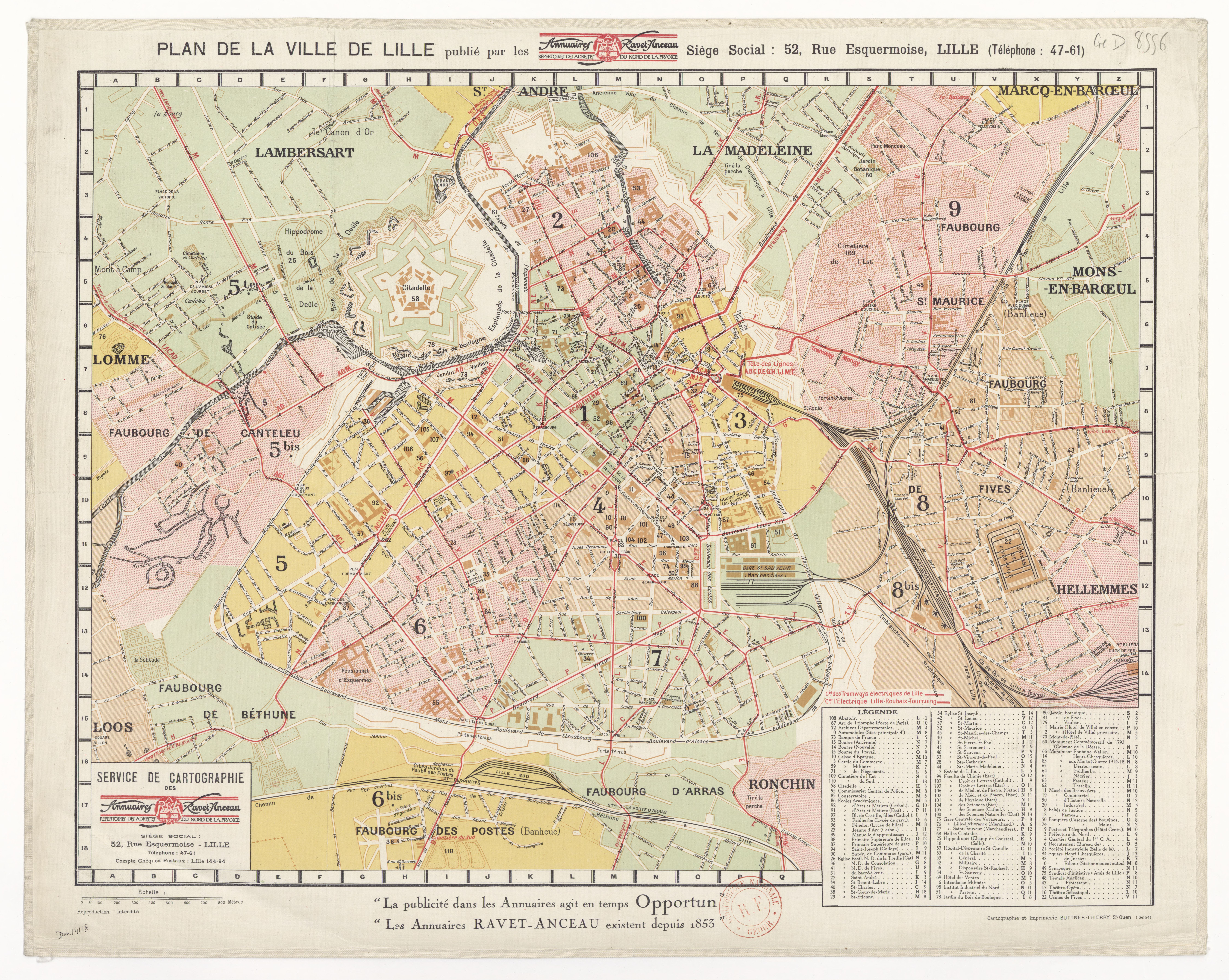
Réseau du tramway de Lille en 1930.
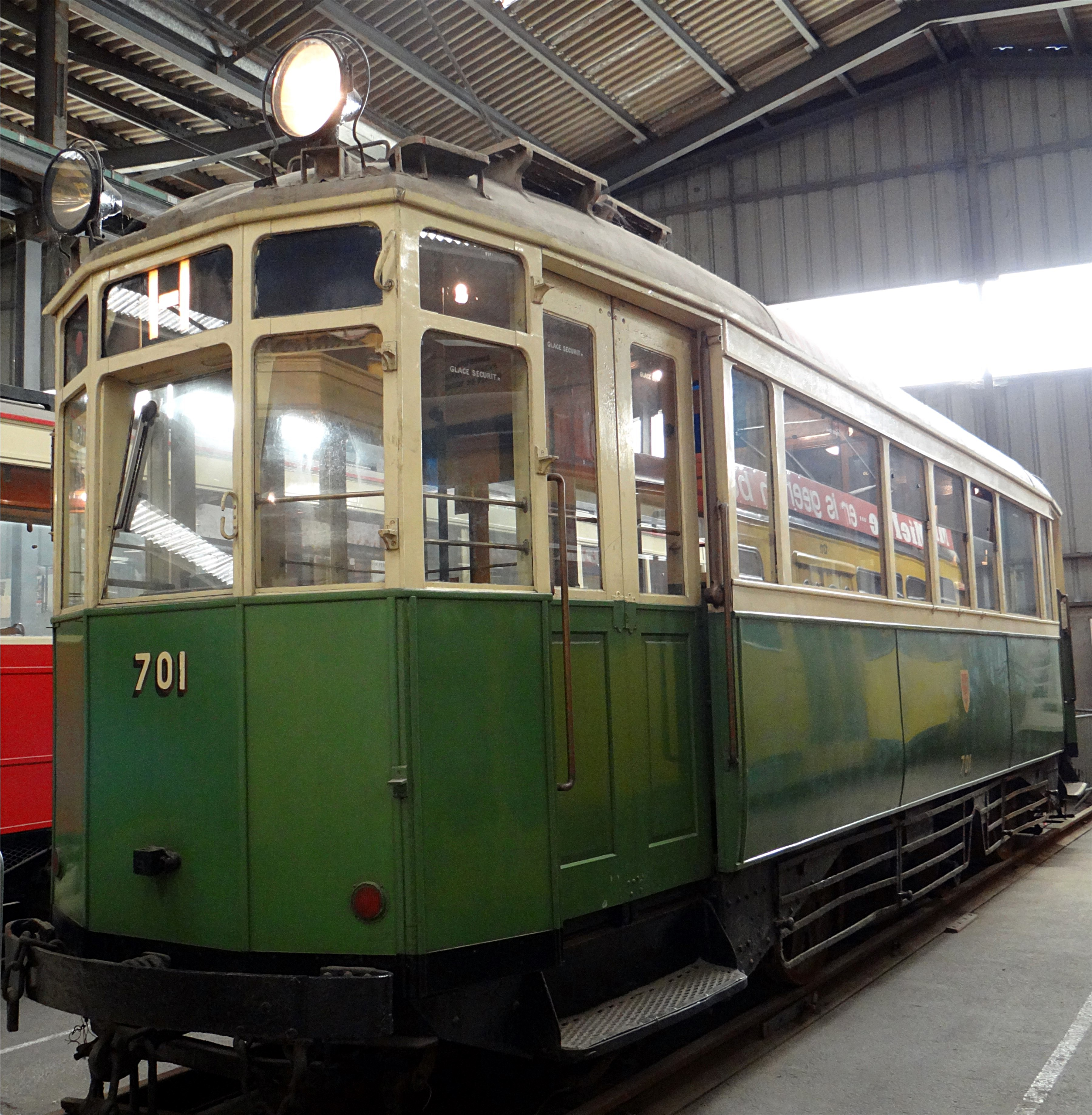
Tram type 700
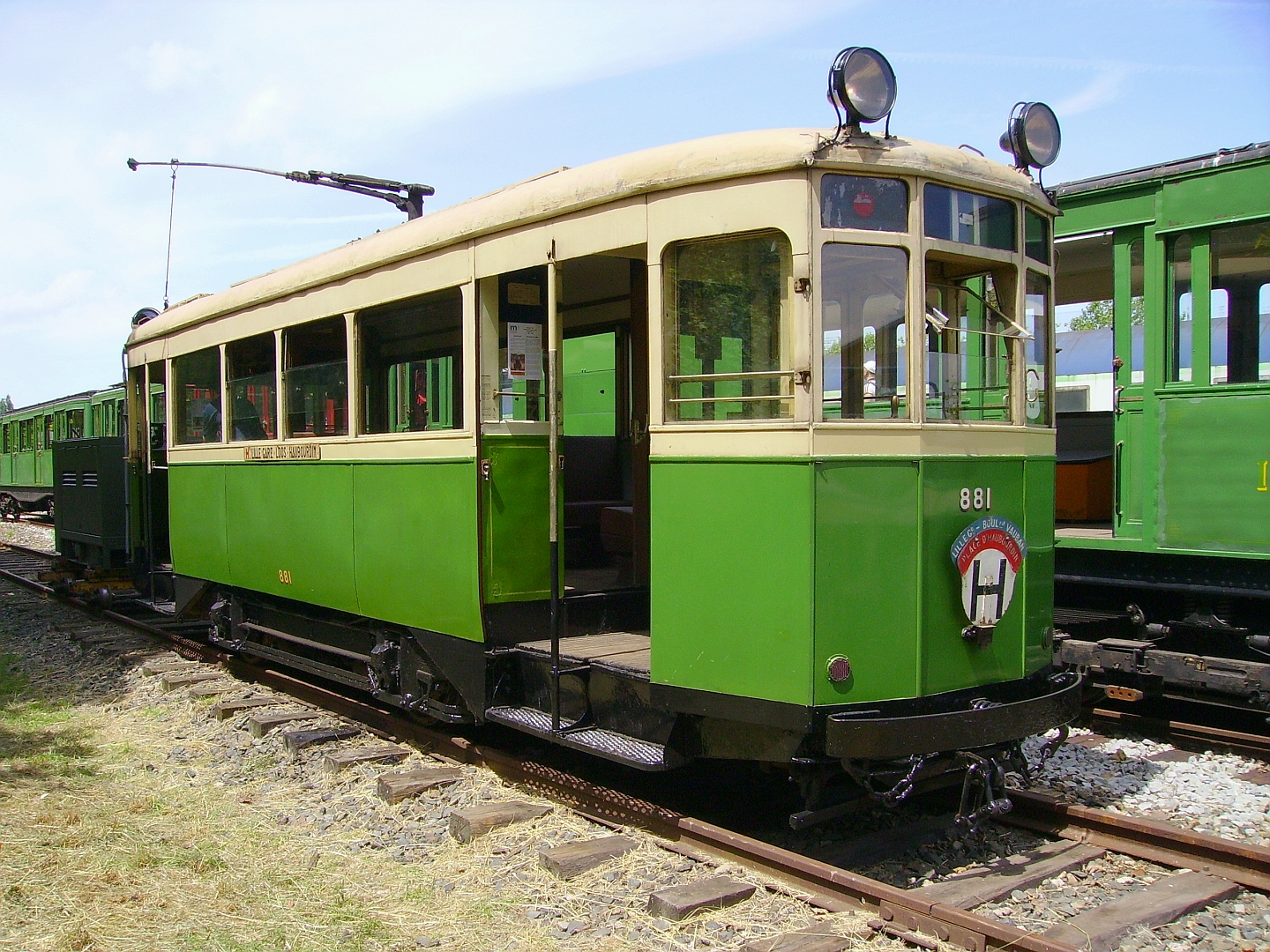
Tramway série 800
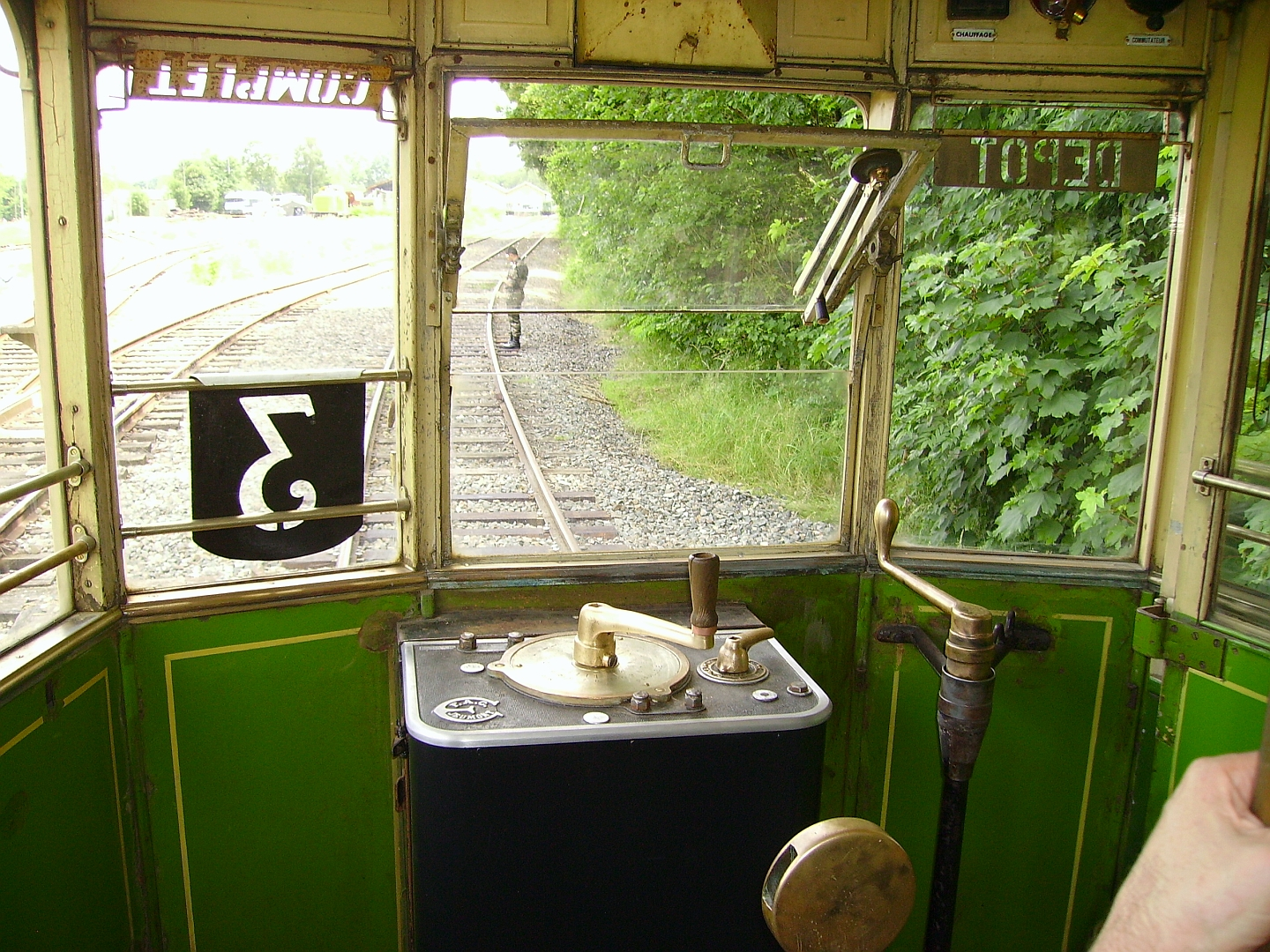
place du wattman

### L'évolution du réseau des TELB après la guerre (1945-1955)
À cette date, après la suppression de plusieurs lignes à faible trafic, P circulaire par les boulevards Victor-Hugo, Montebello, Vauban, de la Liberté, des Écoles (actuellement boulevard Jean Baptiste-Lebas), N, S, T qui reliait le centre à Hellemmes par la rue de Cambrai et le quartier du Mont-de-Terre à Fives, fermée en 1947, remplacée par la ligne de bus A et regroupements de lignes, un réseau encore très développé était en exploitation.
| - A (autobus) Hellemmes PN de Lezennes - Lomme Marais - B Lille Porte de Béthune - Hellemmes Avenue des Martyrs - C Lille Gare - Lille PN d'Arras - D Lille Gare - Lille PN des Postes - E Lille Gare - Ronchin Place de la République - E/ Lille Gare - Lille PI de Douai (service partiel) - E/ Lille Gare - Ronchin Mairie (service partiel) - F Lille Grand-Place - Roubaix Grand-Place - H Lille Gare - Haubourdin Hospice - H/ Lille Gare - Haubourdin Hospice (service dévié par le boulevard Vauban) - H/ Lille Gare - Haubourdin Mairie (service partiel) - H/ Lille Gare - Haubourdin Mairie (service partiel dévié par le boulevard Vauban) - I Lille Gare - Lomme Calvaire - I/ Lille Gare - Lomme PI (service partiel) - I/ Lille Gare - Lomme Église (service partiel) - J Lille Gare - Marcq Place - J/ Lille Gare - La Madeleine Mairie (service partiel) - L Lille Place Rihour - Wattignies Place de la République - L/ Lille Place Rihour - Lille PS d'Arras (service partiel) - L/ Lille Place Rihour - Wattignies l'Arbrisseau (service partiel) - O Lille Grand-Place - Wambrechies Rue de Lille - O/ Lille Grand-Place - Saint-André Lommelet (service partiel) - O/ Lille Grand-Place - Marquette PN (service partiel) - R* (autobus) Lille Grand-Place - Quesnoy-sur-Deûle PN de Comines - V Lille Place Catinat - Lille Rue du Buisson - V/ Lille Place Catinat - Lille Place des 4 Chemins (service partiel) - V/ Lille Place Catinat - Lille Fives Place Madeleine Caulier (service partiel) - X Lille Grand-Place - Lambersart Église - X/ Lille Grand-Place - Lambersart Canon d'Or (service partiel) |

### Suppression du réseau (1956-1966)
Le réseau est progressivement remplacé par des autobus entre 1956 et 1966.

## Lignes
- A Lille Gare - Canteleu ;
- B Lille - Hellemmes ;
- C Lille Gare - Porte d'Arras ;
- D Lille Gare - PN des Postes ;
- E Lille - Ronchin ;
- F Lille - Roubaix ;
- G Lille - Hellemmes ;
- H Lille - Haubourdin ;
- I Lille - Lomme ;
- J Lille - Marcq-en-Barœul ;
- K Lille Gare - Porte d'Arras ;
- K Lille - La Madeleine ;
- L Lille - Wattignies ;
- M Lille - Lambersart ;
- N Lille Halle-aux-Sucres - Lille Fives ;

Carte animée de l'évolution des infrastructures ferroviaires à Lille, dont celle des tramways, de 1870 à nos jours.

- O Lille - Wambrechies ;
- P Ligne circulaire ;
- R Lille Gare - Porte des Postes ;
- R Lille - Quesnoy-sur-Deûle ;
- S Lille - Saint-André ;
- T Lille - Hellemmes ;
- V Lille Place Catinat - Buisson ;
- X Lille - Lambersart.

## Matériel roulant

### Automotrices électriques
| Illustration | Modèle / type | Modèle / type | Nombre  | Numéros               | En service | Hors service | Remarques                                                                 |
| ------------ | ------------- | ------------- | ------- | --------------------- | ---------- | ------------ | ------------------------------------------------------------------------- |
|              | Type 300 ANF  | Type 300 ANF  | 6       | 300-305 puis 500-505  | 1897       |              | Motrices à bogie à l'origine à accumulateurs équipées ensuite de perches. |
|              | Type 500 ANF  | 1re série     | 75      | 506-580               | 1902       |              |                                                                           |
| 2de série    | Type 500 ANF  | 50            | 600-649 | 1902                  |            |              |                                                                           |
| 3e série     | Type 500 ANF  | 50            | 800-849 | 1903                  |            |              |                                                                           |
| 4e série     | Type 500 ANF  | 20            | 900-919 | 1907-1908             |            |              |                                                                           |
|              | Type 900      | Type 900      | 1       | 900 (838 à l'origine) | 1920       |              | Prototype.                                                                |
| 58           | Type 900      | Type 900      | 901-958 | 1921-1923             |            |              |                                                                           |
|              | Type 700      | Type 700      | 1       | 700                   | 1926       |              | Prototype.                                                                |
| 17           | Type 700      | Type 700      | 701-717 | 1929-1930             |            |              |                                                                           |
|              | Type 800      | prototype     | 1       | 800                   | 1934       |              |                                                                           |
| 1re série    | Type 800      | 65            | 801-865 | 1935                  | 1966       |              |                                                                           |
| 2de série    | Type 800      | 16            | 866-881 | 1936                  | 1966       |              |                                                                           |
|              | Type 600      | Type 600      | 7       | 600-606               | 1942-1948  | 1955         | Ex. type 900 de 1921-1923.                                                |

### Automotrices hippomobiles

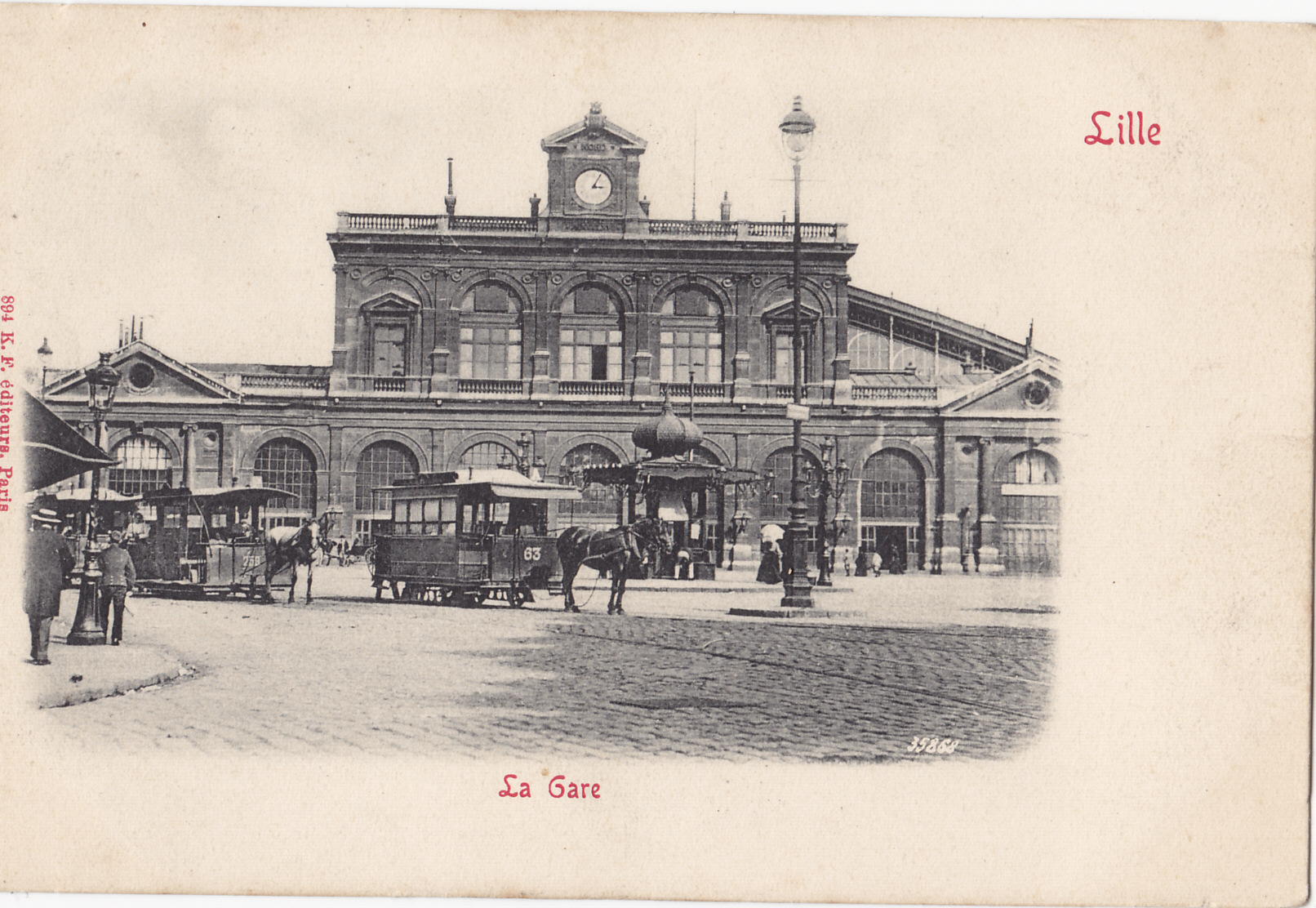
tramways devant la gare de Lille-Flandres.

80 voitures de tramways à chevaux à 2 essieux et plates-formes extrêmes

### Automotrices à vapeur
| Illustration | Modèle / type      | Modèle / type      | Nombre | Numéros | En service | Hors service | Remarques                                                     |
| ------------ | ------------------ | ------------------ | ------ | ------- | ---------- | ------------ | ------------------------------------------------------------- |
|              | ANF type Serpollet | ANF type Serpollet | 4      | 51-54   | 1896       |              | Numéros constructeur 170 à 173 (La Métallurgique 1028 à 1031) |

### Locomotives à vapeur

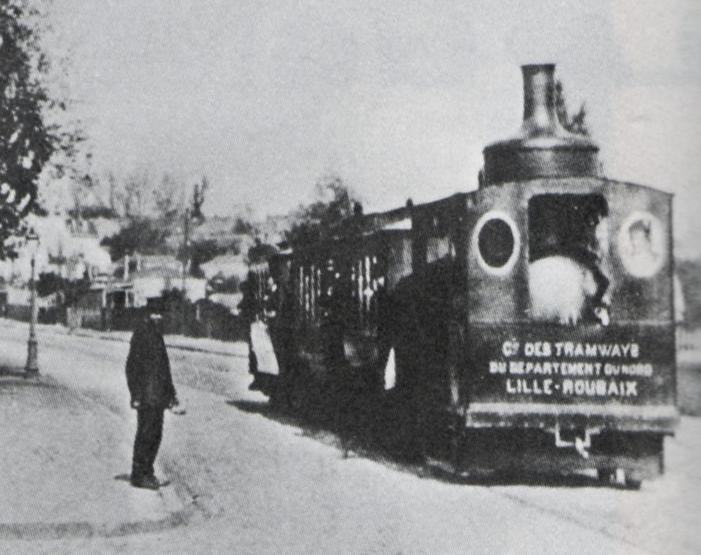
Locomotive sans foyer.

Locomotives à vapeur type Henri Hughes,
1 à 12, livrées par  Hughes's Locomotive & Tramway Engine Works, Loughborough (Grande-Bretagne) en 1878. Ces locomotives sont louées à la société Hughes, et lui seront restituées entre 1881 et 1885.
Locomotives à vapeur sans foyer, système Francq,
1 à 15, livrées par Cail et Fives-Lille
16 à 29, livrées par Carel à Gand

### Remorques
| Illustration | Modèle / type | Modèle / type | Nombre | Numéros | En service | Hors service | Remarques |
| ------------ | ------------- | ------------- | ------ | ------- | ---------- | ------------ | --------- |
|              | Morel-Thibaut | Morel-Thibaut | 21     | 80-100  |            |              |           |